# كانتون سيفالوس
كانتون سيفالوس (بالإنجليزية: Cevallos Canton)‏ هو كانتون في الإكوادور، يتبع مقاطعة تونغوراهوا. بلغ عدد سكانها في تعداد عام 2001م 6,873 نسمة.